# Line Luplau
Nicoline "Line" Christine Luplau, født Monrad (22. april 1823 i Mern Sogn – 10. september 1891 på Frederiksberg) var en dansk kvinderetsforkæmper og medstifter af Kvindevalgretsforeningen i 1889.

## Familie og opvækst
Datter af Ferdinandine Henriette Gieertsen (1783-1871) og sognepræst Hans Christian Monrad (1780-1825). Faderen døde da Line var 2 år gammel.

## Kvindevalgretsforeningen
I 1872 blev Line medlem af Dansk Kvindesamfund (DK), hvorfra hun indbød foredragsholdere til Varde. Hun støttede oprettelsen af Kvindelig Fremskridtsforening (KF) i 1885. I 1886 sad hun i nogle måneder i KFs bestyrelse mens Matilde Bajer var formand. Hun var medindbyder til Nordiske Kvindesagsmøde 1888 sammen med Johanne Meyer. Sammen med Matilde Bajer, herreskrædderen Anna Nielsen og forfatteren Massi Bruhn blev hun en del af redaktionen af KFs blad Hvad vi vil. Line var stor foretaler for kvinders stemmeret og valgbarhed og i 1889 stiftede hun med Louise Nørlund Kvindevalgretsforeningen (KVF) for at fremme alliancen mellem arbejderklassens, borgerskabets og mellemlagenes kvinder om dette for hende vigtige emne. Line blev oftest set som en Venstrekvinde eller socialdemokrat og betragtede sig selv som politiker på trods af hendes udelukkelse fra det politiske system Oprettelsen af KVF skabte splid med Matilde Bajer som gerne havde set valgretten forblive en del af KFs temaer. Hun forlod formandsposten i KVF i 1891 og døde senere samme år.
Line havde ikke meget tilovers for sædelighedsspørgsmålet og var meget uenig i at Elisabeth Grundtvig fik lov til at holde foredrag om det i DK regi.

## Ægteskab og børn
Den 11. december 1847 giftede Line sig med sognepræst Daniel Carl Erhard Luplau (23. april 1818 i Ringsted - 15. marts 1909 på Frederiksberg. I årene 1845-53 var Daniel institutbestyrer i Hillerød, hvorefter han blev ordineret som præst og familien flyttede til Sønderjylland. I 1864 som følge af det danske nederlag blev Daniel og andre danske præster i Sønderjylland afskediget og familien flyttede til Varde fra 1866 til 1886. Efter Daniels pension flyttede familien tilbage til København. Line er begravet på Solbjerg Parkkirkegård. På kirkegården vajede fagforeningskvinders røde faner ved hendes jordfæstelse.
Et portrætmaleri fra 1870 af Marie Luplau i findes i Varde Museum. Der findes fotografier af bl.a. Mary Steen (ca. 1885, Varde Lokalhistoriske Arkiv).